# Ljubomir Mladenovski
Ljubomir Mladenovski, né le 2 mai 1995, à Skopje, en Macédoine, est un joueur macédonien de basket-ball. Il évolue au poste de pivot.